# Gabronthus
Gabronthus – rodzaj chrząszczy z rodziny kusakowatych i podrodziny kusaków.
Chrząszcze te przypominają przedstawicieli rodzaju chudzik (Gabrius) i nawozak (Philonthus). Od tego pierwszego różnią się rozszerzeniem stóp przednich odnóży samców oraz ich asymetrycznym aparatem kopulacyjnym z paramerą zlokalizowaną w bocznej części ciała. Od nawozaków odróżniają się głaszczkami wargowymi o ostatnim członie smukłym i węższym od przedostatniego.
Przedstawiciele rodzaju występują we wszystkich krainach zoogeograficznych. W Polsce stwierdzono tylko Gabronthus thermarum (zobacz też: kusakowate Polski).
Rodzaj ten został wprowadzony w 1955 roku przez Charlesa Edwarda Tottenhama. Należy doń 39 opisanych gatunków:

- Gabronthus allardi Levasseur, 1964
- Gabronthus alluaudanus (Jeannel et Paulian, 1945)
- Gabronthus australicus (Cameron, 1943)
- Gabronthus badalus Tottenham, 1955
- Gabronthus chejuensis Cho, 1996
- Gabronthus chyuluensis (Cameron, 1942)
- Gabronthus corrugatus Tottenham, 1955
- Gabronthus flavicollis (Motschulsky, 1858)
- Gabronthus foveifrons (Cameron, 1932)
- Gabronthus fundator Tottenham, 1955
- Gabronthus gombanus Tottenham, 1955
- Gabronthus gracilis Coiffait, 1983
- Gabronthus inclinans (Walker, 1859)
- Gabronthus kisiranus Tottenham, 1955
- Gabronthus kosanus Tottenham, 1955
- Gabronthus levasseuri Jarrige, 1978
- Gabronthus limbatus (Fauvel, 1900)
- Gabronthus lineifrons (Cameron, 1926)
- Gabronthus maritimus (Motschulsky, 1858)
- Gabronthus meridionalis (Cameron, 1945)
- Gabronthus mgogoricus Tottenham, 1955
- Gabronthus minusculus Tottenham, 1955
- Gabronthus minutissimus (Bernhauer, 1915)
- Gabronthus musonoiensis Levasseur, 1964
- Gabronthus oribates (Jeannel et Paulian, 1945)
- Gabronthus pluvialis (Tottenham, 1955)
- Gabronthus pygmaeus (Kraatz, 1859)
- Gabronthus quadriceps (Cameron, 1950)
- Gabronthus rufoflavus (Cameron, 1936)
- Gabronthus sincerus Tottenham, 1962
- Gabronthus styx Tottenham, 1955
- Gabronthus sulcifrons (Sharp, 1889)
- Gabronthus tahitiensis Coiffait, 1976
- Gabronthus tenuicorpus Cho, 1996
- Gabronthus tenuissimus Tottenham, 1949
- Gabronthus thermaroides Tottenham, 1955
- Gabronthus thermarum (Aubé, 1850)
- Gabronthus turneri (Tottenham, 1949)
- Gabronthus ziloanus Levasseur, 1964